# Тескенсу
Тескенсу (каз. Тескенсу) — село в Енбекшиказахском районе Алматинской области Казахстана. Административный центр Тескенсуского сельского округа. Код КАТО — 194079100.

## Население
В 1999 году население села составляло 3331 человек (1633 мужчины и 1698 женщин). По данным переписи 2009 года, в селе проживали 4443 человека (2213 мужчин и 2230 женщин).